# Чатовска къща
Чатовската къща (на македонска литературна норма: Чатовска куќа) е възрожденска къща в град Струга, Северна Македония. Сградата е регистрирана като културно наследство на Северна Македония.

## Местоположение
Къщата е разположена на Стружката чаршия, на левия бряг на Черни Дрин, на улица „Маршал Тито“ № 67. До нея е Кленковата къща. Къщата датира от XIX или от XX век.